# Lateraal (fonetiek)
Een lateraal is een "L"-achtige medeklinker waarvan de klank wordt gevormd door een occlusie langs de as van de tong, terwijl lucht uit de longen langs een of beide kanten van de tong ontsnapt. Meestal maakt de punt van de tong contact met de boventanden of het gehemelte net achter de tanden. 
De meest voorkomende lateralen zijn approximanten die behoren tot de liquidae. Lateralen zijn ook meestal continuanten, maar niet altijd.
"Lateraal" is tevens het enige kenmerk waardoor deze klanken zich onderscheiden van trilklanken ("r"). Verder zijn er enkele fricatieve lateralen. 